# Barefoot in the Park (canción)
«Barefoot in the Park» es una canción del productor y cantautor de música electrónica inglés James Blake junto a la cantante y compositora española Rosalía. Fue escrita por Blake, Rosalía y Paco Ortega y producida por Blake, Dominic Maker y Dan Foat. El sencillo fue lanzado el 4 de abril de 2019 por Polydor Records, como el cuarto sencillo del cuarto álbum de estudio de Blake, Assume Form (2019). Es una balada con infusión latina que combina el estilo del UK bass y electrónico de Blake, la batería trap y las influencias del flamenco tradicional de Rosalía. Inspirada en la película de 1967, Barefoot in the Park, en la que sus letras románticas celebran la unión.
La canción recibió críticas positivas, y muchos elogiaron la interpretación vocal de Rosalía. Comercialmente, logró alcanzar el puesto número 40 en la España natal de Rosalía y alcanzó el puesto 27 en el Hot Dance/Electronic Songs de Estados Unidos. Se compartió un video musical del sencillo en la fecha de lanzamiento del sencillo. Ambos cantantes han interpretado la canción en directo en varias ocasiones, tanto en solitario como a dúo.

## Antecedentes y grabación
James Blake se inspiró para colaborar con Rosalía después de que su manager le reprodujera su álbum debut Los ángeles; en una entrevista con iTunes, relató que «honestamente, no había escuchado nada tan vulnerable, crudo y devastador en mucho tiempo». Posteriormente, Blake reservó sesiones de grabación espontáneas con Rosalía y André 3000 para «ver qué pasaba y las canciones que surgían de ellas». Durante el día, Blake y Rosalía habían escrito «dos o tres cosas», incluida «Barefoot in the Park», y Blake comentó que "amaba el sonido de [sus] voces juntos". Durante esta sesión, Rosalía escribió letras sobre el amor en lo que Blake llamó una manera «muy humana, hermosa y romántica». Además, comentó que «cuando no entiendes la letra, adquiere un significado completamente diferente y solo escuchas el romance del idioma español en acción».
El proceso de composición de la canción comenzó después de que Dominic Maker le mostró a Blake un conjunto de sonidos de 1971 de la entonces cantante y arpista de 13 años Valerie Armstrong tocando la canción popular irlandesa «Fil, fil a rún ó» para RTÉ. En consecuencia, Blake decidió tener «una pareja cantando algo sobre eso, y [él] terminó con esta frase que [a él y Maker] les gustó». Debido a su brevedad, duplicó su duración para hacer el coro de la canción. Rosalía añadió una armonía vocal durante su sesión de grabación con Blake. Blake se inspiró en la película de 1967, Barefoot in the Park para la pista, a pesar de no haberla visto nunca; sin embargo, «resonó» con su premisa de un «hombre que está bastante incómodo, bastante ansioso, bastante tenso, tiene un palo en el culo, básicamente, conoce a esta mujer y ella lo saca de su caparazón lentamente».

## Composición y letras
«Barefoot in the Park» fue escrita por Blake, Rosalía y Paco Ortega, mientras que su producción estuvo a cargo del artista principal junto con Maker y Dan Foat. Es un dúo de baladas serenas con infusión latina que incluye percusiones del trap y las influencias flamencas tradicionales de Rosalía. Jessica Roiz de Billboard escribió que la canción «fusiona los conmovedores sonidos electrónicos y de bajo del Reino Unido de Blake con los ritmos folclóricos españoles alternativos de Rosalía», mientras que Philip Sherburne de Pitchfork notó el «ritmo tropical de IDM» de la canción. Jon Pareles, que escribe para The New York Times, consideró que el sencillo era la única pista de Assume Form que presentaba algo parecido a «un estribillo pop luminoso y totalmente enfocado [...] a pesar de su clave menor y sombríos acordes descendentes». Según Alexis Petridis de The Guardian, la voz «naturalmente lúgubre» de Blake agrega un ligero toque de incertidumbre a la naturaleza romántica de la pista.
En su letra, la canción celebra la «unión». Blake explicó varias de las letras de la canción exclusivamente en Genius. Los versos de Rosalía usan imágenes de «el sol que sale a través de las nubes y te da directamente en el ojo» para describir el amor, comparándolo con una experiencia espiritual. Mientras tanto, la línea de Blake «¿Quién necesita rezar?» refleja cómo «[se siente] tan jodidamente satisfecho en esta situación que [no] necesita [sus] dispositivos habituales para hacer [él mismo] sentirse mejor», en lugar de decir «no necesitas orar». Otro verso, «Saturno comienza a apagar cada anillo / Creo que el cielo se está cerrando», tiene la intención de parecerse al cierre de un bar, representando cómo termina un día con alguien por quien «estás empezando a sentir mucho» y «quieres que no termine».

## Recepción de la crítica
«Barefoot in the Park» recibió críticas positivas, y la interpretación vocal de Rosalía recibió la mayor cantidad de elogios. Ryan Keeling de Resident Advisor opinó que la canción es «un buen ejemplo de la apertura creativa que Blake persigue en Assume Form». El escritor de The Line of Best Fit, Simon Edwards, expresó la misma opinión y agregó que Rosalía «se roba el show». En la misma línea, Felix Rowe de Clash escribió que la cantante española «agrega otra dimensión» a la pista. Kitty Empire de The Observer consideró la canción «mucho más agradable al oído» que las colaboraciones con artistas de hip hop que se encuentran en el álbum, y la describió como una «termal húmeda y embrujada», aunque criticó un poco la interpretación vocal de Blake, que afirmó «ha comenzado a parecerse a la de Chris Martin de Coldplay».
Andy Beta de Spin describió «Barefoot in the Park» como una «bola rápida [...] romántica de melancolía en clave menor y chispas voladoras». En su reseña de Assume Form para Stereogum, James Rettig escribió que Rosalía «ejerce un poder increíble» en la pista y señaló que «incluso podría reproducirse en la radio si se le da el impulso adecuado». Wren Graves de Consequence aplaudió la interpretación vocal de Rosalía, describiéndola como «como la luz del sol en las telarañas», y agregó que «Blake abandona toda moderación melódica» antes de concluir que la canción «derrama hermosura». Una crítica menos entusiasta provino del editor de Pitchfork, Philip Sherburne, quien encontró que el «ritmo tropical de IDM y la melodía que sube y baja [...] en gran medida olvidable», aunque aplaudió el «gorjeo entrecortado» de Rosalía como su «mejor característica».

## Video musical
Un video musical de «Barefoot in the Park» se estrenó el 4 de abril de 2019. Fue dirigida por Diana Kunst y Mau Morgó. El video comienza con una toma de un niño y una niña parados frente a dos autos que se incendiaron después de una colisión. Los dos van por caminos separados, con Blake observando el viaje del niño y Rosalía de la niña a la distancia. Los niños continúan caminando, esta vez mayores, mientras sus yoes más jóvenes se convierten en polvo. El niño luego se desintegra mientras mira al cielo. Luego se ve a Blake y Rosalía conduciendo, entrelazados con tomas surrealistas del cielo, y los dos se saludan brevemente. El video termina con la toma de apertura, aunque esta vez en un ambiente nocturno.

## Presentaciones en vivo
Blake interpretó siete pistas de Assume Form, incluida «Barefoot in the Park», el 22 de mayo de 2019 en Annenberg Performance Studio de KCRW en Santa Mónica, California. También lo interpretó en solitario en el festival Primavera Sound de Barcelona durante su set el 1 de junio. Sin embargo, durante su actuación ese día en el mismo festival, Rosalía invitó a Blake a subir al escenario para cantar juntos el dueto. La artista española también ha interpretado el tema en solitario en sus aclamados sets de la tercera jornada del Festival de Glastonbury 2019 y en Somerset House el 16 de julio.

## Créditos y personal
Créditos adaptados de Tidal.
Personal
- James Blake – productor, compositor, letrista, co-mezclador, piano, programación, sintetizador, voz
- Rosalía Vila – compositora, letrista, voz
- Dan Foat – productor (también ejec.)
- Dominic Maker – productor (también adic.), programación
- Paco Ortega – compositor, letrista
- Eric Eylands – ingeniero de grabación asistente
- John Armstrong – ingeniero de grabación asistente
- Nathan Boddy – co-mezclador

## Posicionamiento en listas
| Listas (2019)                               | Mejor posición |
| ------------------------------------------- | -------------- |
| Bélgica (Flandes) (Ultratip Bubbling Under) | 11             |
| Bélgica (Valonia) (Ultratip Bubbling Under) | 45             |
| España (Top 100 Canciones)                  | 40             |
| Estados Unidos (Hot Dance/Electronic Songs) | 27             |